# 보산정사
보산정사(寶山精舍)는 대한민국 전라남도 나주시 다시면 영동리에 있는 건축물이다. 1986년 9월 29일 전라남도의 문화재자료 제131호로 지정되었다.

## 개요
마을 입구에 있는 보산정사는 조선 중종(재위 1506∼1544) 때부터 선조(재위 1567∼1608) 때까지 이 마을에서 태어난 8인의 선비들이 학문을 닦고 후진 양성에 힘쓴 곳이다.
규모는 앞면 5칸·옆면 2칸으로, 지붕은 옆면에서 볼 때 여덟 팔(八)자 모양인 팔작지붕이다.
보산정사 북쪽에 있는 보산사는 8인의 문관들을 모시는 사당이다. 앞면 3칸·옆면 1칸이며 지붕은 옆에서 볼 때 사람 인(人)자 모양을 한 맞배지붕이다. 정조 22년(1789)에 지었다고 하는데 지금 있는 건물은 1900년대에 다시 지은 것이다.
보산정사는 크고 오래된 누각 건물로, 강당 형식을 하고 있어 그 예가 드물다.

## 참고 문헌
- 보산정사 - 국가유산청 국가유산포털